# 春日井梅鶯
春日井 梅鶯（かすがい ばいおう）は、浪曲の名跡。

## 初代
初代 春日井 梅鶯（1905年2月20日 - 1974年10月22日）は浪曲師。本名は安藤 金作。
千葉県鶴舞の生まれ、14歳のときに旅廻り専門の浪曲師の春日井梅吉に入門。師匠の勧めで上京し新内の7代目富士松加賀太夫の支配人の紹介で春日井梅鶯の名で高座に上がる。
1933年の東海林太郎のヒット曲「赤城の子守唄」を秩父重剛が浪曲に脚色し梅鶯が演じて一躍スターダムに。その後もレコード「天野屋利兵衛」「南部坂雪の別れ」「越後獅子祭り」「残菊物語」などがヒットし得意ネタとなる。美声とリズミカルな「梅鶯節」が特徴。日本浪曲協会会長を務めた。
実の娘が2代目梅鶯を襲名した。他の弟子には春日井梅光（日本浪曲協会元副会長）、藤田元春、等がいる。

## 2代目
二代目 春日井 梅鶯（1927年9月2日 - 2021年1月29日）本名は中垣 和子（旧姓：安藤）。
初代の娘。同じく千葉県市原市鶴舞出身。1951年で入門し春日井加寿子を名乗る。1953年に「親娘会」を結成し全国を一座で巡業。翌年に帝国劇場で真打。1961年に国際劇場専属。1975年に2代目を襲名。父の十八番「赤城の子守唄」他に「女馬子唄」等を得意ネタとする。日本浪曲協会第16代会長、相談役、名誉顧問を務めた。
2021年1月29日、交通事故によるくも膜下出血のため死去、93歳没。